# Anthrax convexa
Anthrax convexa är en tvåvingeart som först beskrevs av Walker 1857.  Anthrax convexa ingår i släktet Anthrax och familjen svävflugor. Inga underarter finns listade i Catalogue of Life.